# Werner Trillmich
Werner Trillmich (* 15. Juni 1914 in Görlitz; † 13. September 1985 in Hildesheim) war ein deutscher Historiker. Bekannt wurde er insbesondere für seine Neuübersetzung der Chronik des Thietmar von Merseburg.
Werner Trillmich besuchte das humanistische Gymnasium in Görlitz. Er studierte seit 1932 in Leipzig, Freiburg und Breslau Geschichte, Deutsch und Latein. Am 24. Mai 1938 wurde er an der Universität Breslau bei Hermann Aubin mit einer Arbeit über Siedlung und Wirtschaft im Isergebirge promoviert. Anschließend war er wissenschaftlicher Hilfsarbeiter für die Regesten zur schlesischen Handelsgeschichte. Im Sommer 1939 unterstützte er Aubin bei kartographischen Arbeiten. Im Oktober 1939 übernahm Trillmich durch die Einberufung Herbert Schlengers dessen Stelle im Institut für Geschichtliche Landeskunde. Am 11. Oktober wirkte er an einer Denkschrift der Publikationsstelle im Geheimen Preußischen Staatsarchiv Berlin-Dahlem mit, in der die Eindeutschung Posens und Westpreußens sowie die Umsiedlung von zunächst 2,9 Millionen Polen und Juden gefordert wurde. Im Juni 1940 wurde er selbst zum Kriegsdienst einberufen.
Nach seiner Rückkehr aus der Kriegsgefangenschaft war er von 1946 bis 1950 Assistent bei Aubin am Historischen Seminar in Hamburg und anschließend Mitarbeiter beim Landeskonservator der Hansestadt. Seit 1952 arbeitete er an der Redaktion des „Westermann Großer Atlas zur Weltgeschichte“ mit und wurde 1954 Dozent und 1970 ordentlicher Professor für Geschichte und Didaktik an der Pädagogischen Hochschule Alfeld (Leine).

## Schriften (Auswahl)
- Das Werden des Abendlandes. Grundlagen und räumliche Entwicklung seines Kulturbereichs. Mit 24 vergleichenden Karten. Westermann, Braunschweig u. a. 1950.
- als Herausgeber u. a.: Völker, Staaten und Kulturen. Ein Kartenwerk zu Geschichte. Westermann, Braunschweig u. a. 1956.
- als Herausgeber u. a.: Westermann großer Atlas zur Weltgeschichte. Vorzeit, Altertum, Mittelalter, Neuzeit. Westermann, Braunschweig u. a. 1956.
- als Herausgeber: Thietmar von Merseburg: Chronik (= Ausgewählte Quellen zur deutschen Geschichte des Mittelalters. Bd. 9, ISSN 0067-0650). Wissenschaftliche Buchgesellschaft, Darmstadt 1957.
- als Herausgeber: Wipo: Taten Kaiser Konrads II. In: Quellen des 9. und 11. Jahrhunderts zur Geschichte der hamburgischen Kirche und des Reiches (= Ausgewählte Quellen zur deutschen Geschichte des Mittelalters. Bd. 11). Wissenschaftliche Buchgesellschaft, Darmstadt 1961, S. 507–613.
- Kaiser Konrad II. und seine Zeit. Herausgegeben von Otto Bardong. Europa-Union-Verlag, Bonn 1991, ISBN 3-7713-0409-1 (Der Kurzbiografie in diesem Buch wurden die Lebensdaten Trillmichs entnommen).